# ليسمان باريديس
ليسمان باريديس (مواليد 5 مارس 1996) هو رباع كولموبي المولد يمثل حالياً البحرين دولياً، حصل على الميدالية الذهبية في بطولة آسيا 2022 وزن 96 كجم.